# Ōji Hiroi
 Oji Hiroi (広井 王子, Hiroi Ōji, né le 8 février 1954), de son vrai nom Teruhisa Hiroi (廣井 照久, Hiroi Teruhisa), est un auteur et développeur de jeu vidéo. Il a coécrit Samurai Crusader avec Ryoichi Ikegami. Il est également le créateur des séries de jeux de rôle Far East of Eden et Sakura Wars, et a écrit le manga Sakura Wars.

Il occupe actuellement les postes de conseiller chez Red Entertainment et Geo Networks, et est professeur invité à l'Université de Technologie de Kanazawa ainsi que professeur invité spécial à l'Université Professionnelle d'Innovation en Gestion de l'Information. Il est également ancien membre de Amuse.

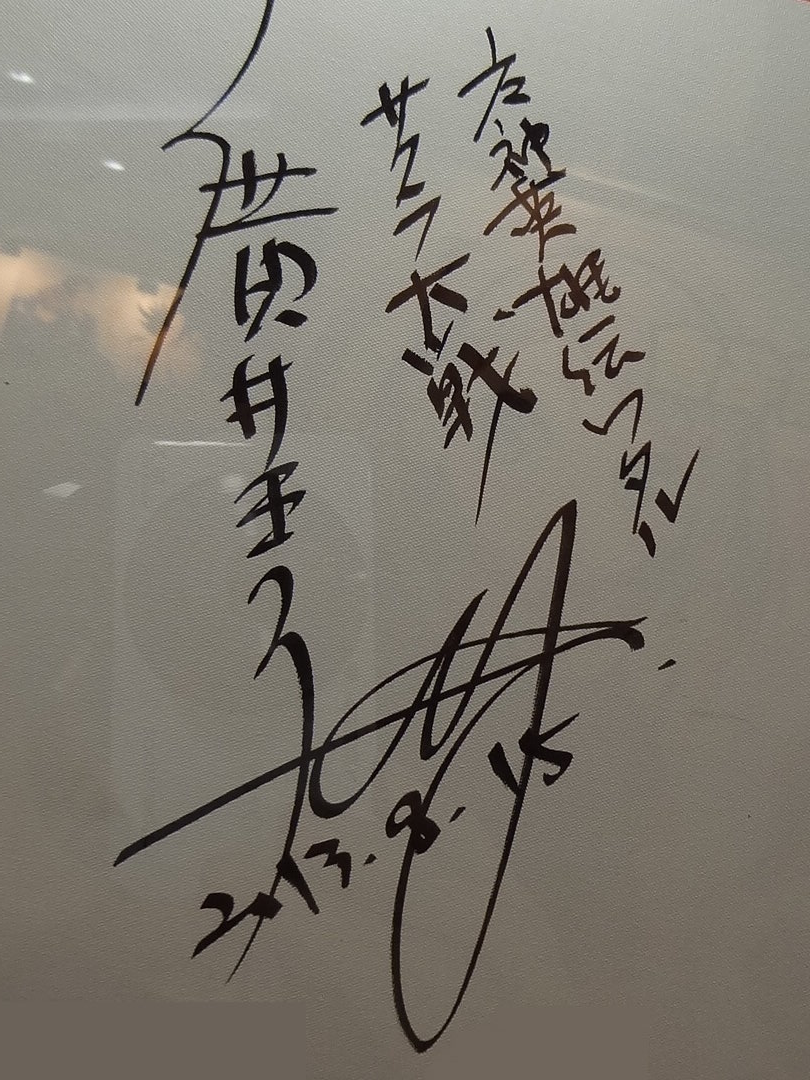
Signature d'Oji Hiroi

## Œuvres

### Anime
| Titre                                                                                            | Production                       | Rôle                                       |
| ------------------------------------------------------------------------------------------------ | -------------------------------- | ------------------------------------------ |
| Adrien le sauveur du monde                                                                       | Sunrise, 1988-1989               | Auteur original                            |
| 魔神英雄伝ワタル (Shin Mashin Eiyūden Wataru)                                                    | Sunrise, 1989                    | Auteur original                            |
| 魔動王グランゾート (Madō-Ō Granzort)                                                             | Sunrise, 1989-1990               | Auteur original                            |
| 桃太郎伝説 (アニメ) (Momotarō Densetsu (Anime))                                                  | ICHI Corporation, 1989-1991      | Planificateur de concept                   |
| 魔神英雄伝ワタル2 (Mashin Eiyū Den Wataru 2)                                                     | Sunrise, 1990-1991               | Auteur original                            |
| 魔動王グランゾート 最後のマジカル大戦 (Madō-Ō Guranzōto: Saigo no Majikaru Taisen)               | Sunrise, 1990                    | Auteur original                            |
| RPG伝説ヘポイ (RPG Densetsu Hepoi)                                                               | Gallop, 1990-1991                | Auteur original                            |
| ゲンジ通信あげだま (Genji Tsūshin Agedama)                                                       | Gallop, 1991-1992                | Scénariste de premier jet                  |
| 魔動王グランゾート 冒険編 (Madō-Ō Guranzōto: Bōken-hen)                                          | Sunrise, 1992                    | Auteur original                            |
| 魔神英雄伝ワタル 終わりなき時の物語 (Mahōjin Hero Densetsu Wataru: Owarinaki Toki no Monogatari) | Sunrise, 1993-1994               | Auteur original                            |
| 空想科学世界ガリバーボーイ (Kūsō Kagaku Sekai Garibā Bōi)                                        | Toei, 1995                       | Auteur original                            |
| 超魔神英雄伝ワタル (Chō Mahōjin Eiyū Densetsu Wataru)                                            | Sunrise, 1997-1998               | Auteur original                            |
| Sakura Wars: The Gorgeous Blooming Cherry Blossoms                                               | RADIX, 1997-1998                 | Auteur original                            |
| 聖少女艦隊バージンフリート (Sei Shōjo Kantai Virgin Fleet)                                       | AIC, 1998                        | Scénariste original / Supervision générale |
| サクラ大戦 轟華絢爛 (Sakura Taisen: Gōka Senran)                                                 | RADIX, 1999-2000                 | Auteur original                            |
| Sakura Wars (série télévisée d'animation)                                                        | MADHOUSE, 2000                   | Auteur original                            |
| Sakura Wars : Film                                                                               | Production I.G, 2001             | Auteur original                            |
| Sakura taisen: Sumire                                                                            | RADIX, 2002                      | Auteur original / Directeur général        |
| Sakura Taisen : École de Paris                                                                   | RADIX, 2003                      | Auteur original / Directeur général        |
| 機動新撰組 萌えよ剣 (OVA) (Kidō Shinseki Moeyo Ken)                                              | Picture Magic,Inc., 2003-2004    | Auteur original                            |
| 北へ。〜Diamond Dust Drops〜 (Kita e. Diamond Dust Drops)                                        | Studio Deen, 2004                | Auteur original                            |
| Sakura Taisen : Le Nouveau Paris                                                                 | RADIX, 2004-2005                 | Auteur original                            |
| 機動新撰組 萌えよ剣 (TV) (Kidō Shinseki Moeyo Ken)                                               | Picture Magic,Inc., 2005         | Auteur original                            |
| Sakura Taisen: New York NY                                                                       | AIC, 2007                        | Auteur original                            |
| スパイペンギン (Spy Penguin)                                                                     | Next Media Animation Japan, 2012 | Producteur exécutif                        |
| マッドボックスゾンビーズ (Maddo Bokkusu Zonbīzu)                                                 | Next Media Animation Japan, 2013 | Directeur exécutif                         |
| ソラとウミのアイダ (Sora to Umi no Aida)                                                         | TMS, 2018                        | Auteur original                            |
| 新サクラ大戦 the Animation (Shin Sakura Taisen the Animation)                                    | Sanzigen, 2020                   | Auteur original                            |
| takt op.Destiny                                                                                  | MAPPA, MADHOUSE, 2021            | Auteur original                            |

### Tokusatsu
| Titre                                         | Production                              | Rôle            |
| --------------------------------------------- | --------------------------------------- | --------------- |
| 魔弾戦記リュウケンドー (Madan Senki Ryūkendō) | Shōchiku, we've, 2006-2007              | Auteur original |
| コードネームミラージュ (Code Name: Mirage)    | Tohokushinsha Film, Omnibus Japan, 2017 | Auteur original |

### Jeux
| Titre                                                                     | Production                       | Rôle                                                   |
| ------------------------------------------------------------------------- | -------------------------------- | ------------------------------------------------------ |
| Série Tengai Makyō                                                        | Hudson Soft, 1989-2006           | Conception ・ Concept original                         |
| 空想科学世界ガリバーボーイ (Kūsō Kagaku Sekai Garibā Bōi)                 | Hudson / Bandai, 1995-1996       | Auteur original                                        |
| 銀河お嬢様伝説ユナ (Ginga Ojōsama Densetsu Yuna)                          | Hudson, 1995                     | Supervision ・ Voix de Kagurazaka Yūichirō             |
| Série Sakura Wars                                                         | Sega, 1996-2008                  | Auteur original ・ Producteur général                  |
| 超魔神英雄伝ワタル ANOTHER STEP (Chō Mashin Eiyūden Wataru: Another Step) | Banpresto, 1998                  | Auteur original ・ Supervision                         |
| 火星物語 (Kasei Monogatari)                                               | ASCII, 1998                      | Producteur                                             |
| サウザンドアームズ (Thousand Arms)                                        | Atlus, 1998                      | Producteur exécutif                                    |
| 火魅子伝 〜恋解〜 (Himiko Den: Renge)                                     | Hakuhodo, 1999                   | Producteur                                             |
| 北へ。(Kita e.)                                                           | Hudson, 1999-2004                | Auteur original ・ Planification ・ Producteur général |
| 機動新撰組 萌えよ剣 (Kidō Shinseki Moeyo Ken)                             | Enterbrain, 2002                 | Auteur original ・ Superviseur général                 |
| 十三支演義 〜偃月三国伝〜（Jūza Engi: Engetsu Sangokuden）                | Otomate, Red Entertainment, 2012 | Création de l'histoire                                 |
| ソラとウミのアイダ (Sora to Umi no Aida)                                  | ForwardWorks, 2017               | Auteur original ・ Superviseur général                 |
| Sakura Wars (jeu vidéo, 2019)                                             | Sega, 2019                       | Auteur original                                        |
| サクラ革命 〜華咲く乙女たち〜 (Sakura Kakumei: Hana Saku Otome-tachi)     | Sega, 2020                       | Auteur original de la série                            |
| Takt Op. Unmei wa Akaki Senritsu no Machi o                               | DeNA, Bandai Namco, 2021         | Auteur original                                        |
| サクライグノラムス (Sakurai Gunoramusu)                                   | gumi, Marvelous, 2023            | Contribution à la création de l'univers et au scénario |